# 196 متر (فلم)
196 متر/الجزائر هو فيلم إثارة غامض صدر عام 2024 للمخرج شكيب طالب بن دياب، فاز الفيلم بالجائزة الكبرى في مهرجان رود آيلاند السينمائي الدولي الثامن والعشرين. ونافس على جائزة الأوسكار أفضل فيلم دولي في الدورة السابعة والتسعين لجوائز الأكاديمية الأمريكية لفنون وعلوم السينما (أوسكار).
كتبه وشارك في تحريره وأخرجه شكيب طالب بن دياب في أول تجربة إخراجية له. فيلم إنتاج مشترك دولي بين الجزائر وكندا، بطولة هشام مصباح ومريم مجكان وشهرزاد كراشني وعلي ناموس ونبيل عسلي.

## القصة
فيلم يدور حول قضية حقيقية عن اختطاف الأطفال في بلد لا يزال يعاني من صدمة نفسية ناتجة عن حربها الأهلية التي حدثت منذ عقود قليلة، ويتعمق الفيلم في السرد الجذاب لاختطاف فتاة صغيرة في الجزائر العاصمة، الأمر الذي يثير زوبعة من التوتر والشك داخل المدينة.
ويتتبع الفيلم الجهود الحثيثة التي تبذلها دنيا، الطبيبة النفسية اللامعة، وسامي، مفتش الشرطة المتفاني، حيث يكتشفان شياطين ماضي الجزائر ويحلان لغزًا محيرًا،

## روابط خارجية
- 196 متر  في قاعدة بيانات الأفلام على الإنترنت (بالإنجليزية)
- الموقع الرسمي للفيلم